# Basil Eidenbenz
Basil Eidenbenz (* 9. Januar 1993 in Zürich) ist ein Schweizer Filmschauspieler.

## Leben
Seine Schauspielkarriere startete 2009 in der Schweizer Filmproduktion Liebling lass uns scheiden. Von 2010 bis 2013 war er in der Kinder- und Jugendserie Best Friends des Kinderprogramms Zambo als Lukas Örtli zu sehen. Basil Eidenbenz besuchte die European Film Actor School und  Giles Foreman Centre for Acting in London.

## Filmografie
- 2010: Liebling, lass uns scheiden
- 2010–2012: Best Friends
- 2013: Boys are us
- 2014: Letzte Spur Berlin – Hunger
- 2016: X Company
- 2016: Denial
- 2016: Another Mother’s Son
- 2016: Victoria (Fernsehserie, 5 Folgen)
- 2019: Oh, Ramona!
- 2020: Johannes Brahms
- 2021: The Witcher (Fernsehserie, 2 Folgen)
- 2023: Ingeborg Bachmann – Reise in die Wüste